# Mihailovo, Vrața
Mihailovo (în bulgară Михайлово) este un sat în comuna Hairedin, regiunea Vrața,  Bulgaria. 

## Demografie
Componența etnică a satului Mihailovo
     Bulgari (63,16%)
     Romi (12,69%)
     Nicio identificare (24,14%)
     Altele (0%)
La recensământul din 2011, populația satului Mihailovo era de 1.048 locuitori. Din punct de vedere etnic, majoritatea locuitorilor (63,16%) erau bulgari, cu o minoritate de romi (12,69%). Pentru 24,14% din locuitori nu este cunoscută apartenența etnică.